# Sestrimo
Sestrimo (bulgariska: Сестримо) är ett distrikt i Bulgarien.   Det ligger i kommunen Obsjtina Belovo och regionen Pazardzjik, i den västra delen av landet, 70 km sydost om huvudstaden Sofia.
I omgivningarna runt Sestrimo växer i huvudsak blandskog. Runt Sestrimo är det ganska glesbefolkat, med 28 invånare per kvadratkilometer.